# Callitris oblonga
Callitris oblonga ist eine Pflanzenart aus der Familie der Zypressengewächse (Cupressaceae). Sie ist in New South Wales und dem nördlichen Tasmanien heimisch.

## Beschreibung
Callitris oblonga wächst als immergrüner Strauch oder kleiner Baum der Wuchshöhen von bis zu 5 Metern erreichen kann. Die dicht stehenden Äste gehen aufrecht vom Stamm ab.
Die dunkelgrünen Blätter werden 4 bis 5 Millimeter lang. Die Rückseite der Blätter ist auffällig gekielt.
Die männlichen Blütenzapfen stehen einzeln oder in Gruppen von zwei bis fünf an den Zweigen und sind bei einer Länge von etwa 2 Millimetern eiförmig geformt. Die eiförmigen weiblichen Zapfen stehen in Gruppen zusammen, haben keinen oder nur einen kurzen Stiel und werden 1,2 bis 2 Zentimeter lang und etwa 1 bis 2,4 Zentimeter dick. Jeder Zapfen besteht aus sechs, selten auch aus acht dicken Zapfenschuppen und trägt zahlreiche Samenkörner. Sie verbleiben nach der Reife noch einige Jahre an den Zweigen, ehe sie die Samen entlassen und abfallen. Die dunkelbraunen Samen werden etwa 2 Millimeter groß und haben zwei oder drei Flügel.

## Verbreitung und Standort
Das disjunkte natürliche Verbreitungsgebiet von Callitris oblonga umfasst die Hochebenen des nord- und südöstlichen New South Wales sowie des nordöstlichen Tasmaniens.
Callitris oblonga wächst auf sandigen Böden in der Nähe von Flüssen. Die Art bildet häufig Mischbestände, in denen die Kronenschicht von Eucalyptus ovata, in manchen Gebieten auch von Eucalyptus amygdalina oder vom Rutenförmigen Eukalyptus (Eucalyptus viminalis) und das Unterholz von der Silber-Akazie (Acacia dealbata), Bursaria spinosa und Melaleuca gibbosa gebildet werden.

## Nutzung
Callitris oblonga wird als Ziergehölz angepflanzt.

## Systematik
Die Erstbeschreibung als Callitris oblonga erfolgte 1826 durch Louis Claude Marie Richard und Achille Richard in Commentatio botanica de Conifereis et Cycadeis, Band 49.
Callitris oblonga wird in bis zu drei Unterarten unterteilt:
- Callitris oblonga subsp. corangensis K. D. Hill ist nur von einem einzigen Vorkommen am Corrang River in der Nähe des südöstlichen New South Wales gelegenen Ortes Nerriga bekannt. Die Zapfen werden 1,4 bis 1,8 Zentimeter lang und 1 bis 1,5 Zentimeter dick.[2]
- Callitris oblonga subsp. oblonga ist die Nominatform. Sie kommt entlang von Flüssen und Bachläufen im nordöstlichen Tasmanien vor. Die Zapfen werden 1,8 bis 2,4 Zentimeter lang und 1,4 bis 2,2 Zentimeter dick.[2]
- Callitris oblonga subsp. parva K. D. Hill kommt im in den nordöstlichen Hochebenen New South Wales in der Nähe von Flüssen und Sümpfen vor. Die Zapfen werden 1,2 bis 1,5 Zentimeter lang und 1 bis 1,4 Zentimeter dick.[2]

## Gefährdung und Schutz
Callitris oblonga wird in der Roten Liste der IUCN als „gefährdet“ eingestuft. Es wird jedoch darauf hingewiesen, dass eine erneute Überprüfung der Gefährdung notwendig ist. Das Verbreitungsgebiet in Tasmanien ist kleiner als 100 km² und die Populationen in New South Wales umfasst etwa 12.000 ausgewachsene Bäume. Einige kleinere Bestände befinden sich innerhalb von Schutzgebieten. Als Hauptgefährdungsgründe werden Waldbrände und die Nutzbarmachung der Gebiete für den Ackerbau angegeben.